# Порталес Паласуэлос, Диего
Диего Хосе Педро Виктор Порталес Паласуэлос (16 июня 1793 года, Сантьяго, вице-королевство Перу — 6 июня 1837 года, Вальпараисо, Чили) — чилийский политик, дипломат, предприниматель, коммерсант и министр внутренних дел, одна из ключевых фигур в организации политического устройства страны. Его вклад имеет очень противоречивые отзывы: тогда как некоторые называют его создателем республики, для других он является тираном и диктатором.
Он был политическим лидером консервативных сил в течение войны 1829 года и после отказа занять президентский пост сотрудничал с правительством Хоакина Приэты, пытаясь примирить правительство с оппозицией. Диего Порталес видел угрозу для Чили в перуанской-боливийской конфедерации, в результате он организовал войну против неё, благодаря чему конфедерация распалась. Однако эта война вызвала военное восстание в Чили, которое стоило ему жизни. 4 октября 1837 года полковник Хосе Антонио Видаурре арестовал Порталеса, осуществлявшего инспекцию казарм в Кильоте. Услышав о поражении мятежа, капитан Сантьяго Флорин 6 октября 1837 года застрелил арестованного Порталеса. 